# Chalange et Bonnet
Chalange et Bonnet était une entreprise française de filets de bois et de modèles réduits créée à Paris en 1923 et disparue au début des années 1980.

## Historique

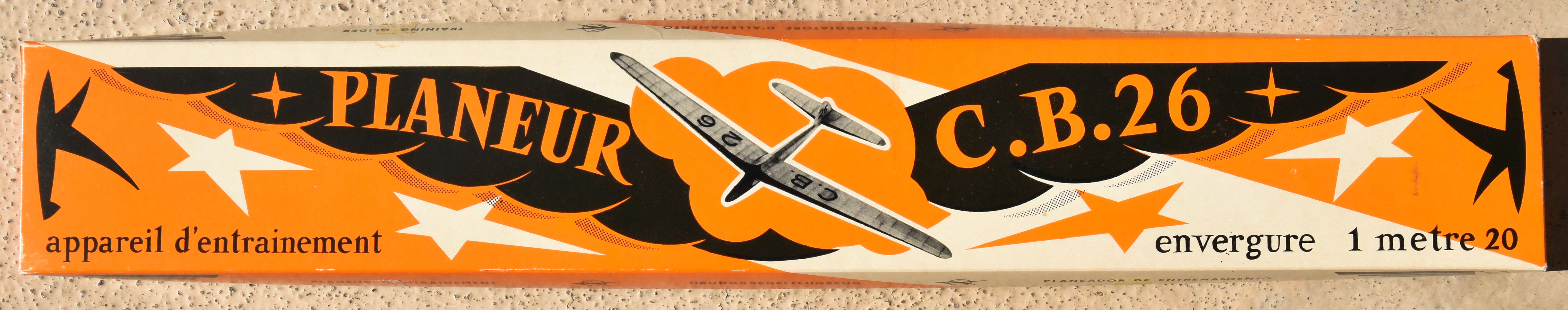
Boîte de construction d'un CB26.

Chalange et Bonnet était une société fondée en 1923, situé au 13-15 Passage Gustave-Lepeu à Paris, ayant reprise les activités de l'ancienne Maison Charles Hergen. Son domaine d'origine était la fabrication de filets de bois et de bandes de mosaïques pour les meubles. 
À cette activité est venue s'ajouter une production abondante de boîtes de construction de modèles réduits, essentiellement d'avions. Chaque boîte, pour les avions, contenait un plan, les baguettes et planches de bois imprimées en balsa avec le motif des pièces à découper, du papier japon ainsi que quelques accessoires en fonction du modèle.
L'activité a continué pendant la Seconde Guerre mondiale sous la marque Chalange et Bonnet, ainsi que sous la raison sociale de la Société Bâtir.
Les produits étaient commercialisés dans les boutiques spécialisées en modèle réduit, certains marchands de jouets généralistes, ainsi que jusqu'à sa disparition en 1980 dans le catalogue Manufrance. Les planeurs, qui ont été largement diffusés, étaient facilement reconnaissables par leur boîte étroite, toute en longueur avec une dominante orange vif.
À partir des années 1980, on perd la trace de l'existence de la société. Les plans des planeurs sont facilement obtenables sur internet, souvent redessinés par des modélistes confirmés . L'absence de pièces spécifiques permet de reconstruire facilement ces modèles. Par ailleurs l'évolution de la technologie, en particulier dans le domaine de la motorisation électrique et de la radiocommande, autorise aujourd'hui une amélioration et un équipement de ces modèles qui était inenvisageable à l'époque de leur conception. Les modélistes apprécient en particulier d'équiper le C.B. 28 d'une radiocommande, voire d'une motorisation électrique additionnelle. Ce planeur, reconnaissable à ses ailes en mouette, était le modèle iconique de la marque. On trouve aussi parfois, d'une façon occasionnelle et en petites séries, des kits refabriqués comportant des pièces prédécoupées au laser.

## Liste des principaux modèles
| Modèle           | Année | Type                          | Envergure | Photo |
| ---------------- | ----- | ----------------------------- | --------- | ----- |
| C.B. 1           |       | Début /jouet/ boîte avec cb 2 | 0,33m     |       |
| C.B. 2           |       | Début/jouet/boîte avec cb 1   | 0,41 m    |       |
| C.B. 9           |       | Planeur de concours           | 1,20 m    |       |
| C.B. 11          |       | Planeur de début              | 0,85 m    |       |
| C.B. 12          |       | Maquette Weihe                | 1,80 m    |       |
| C.B. 22          | 1961  | Début                         | 1,00 m    |       |
| C.B. 25          |       | PL concours junior            | 1,15 m    |       |
| C.B. Aéro junior | 1945  | Entraînement                  | 1,45 m    |       |
| C.B. 26          |       | Concours                      | 1,20 m    |       |
| C.B. 27          |       | Concours                      | 1,50 m    |       |
| C.B. 28          | 1942  | Concours                      | 2,00 m    |       |
| C.B. 29          |       | Concours                      | 1,52 m    |       |
| C.B. 31          | 1943  | Concours                      | 2,00 m    |       |
| C.B. 32          | 1944  | Concours                      | 1,40 m    |       |
| C.B. 33          | 1944  | Début                         | 1,10 m    |       |
| C.B. 34          | 1941  | Début                         | 1,00 m    |       |
| C.B. 36          | 1943  | Concours                      | 1,50 m    |       |
| C.B. 37          |       | Concours                      | 1,40 m    |       |

| Modèle  | Année | Type                      | Envergure | Photo                      | Note |  |
| ------- | ----- | ------------------------- | --------- | -------------------------- | --- |  |
| C.B. 3  |       | Début                     |           |                            | |  |
| C.B. 4  |       | Début                     | 0,36 m    |                            | |  |
| C.B. 5  |       | Début                     | 0,70 m    |                            | |  |
| C.B. 6  |       | Début                     | 0,40 m    |                            | |  |
| C.B. 7  |       | Double dérive             | 0,65 m    |                            | |  |
| C.B. 8  |       | Wakefield                 | 1,10 m    |                            | |  |
| C.B. 10 |       | Vitesse                   | 0,70 m    |                            | |  |
| C.B. 14 |       | ailes médianes            | 2 m       |                            | |  |
| C.B. 15 | 1938  | Wakefield/dbl dér.        | 1,30 m    |                            | |  |
| C.B. 17 |       | Chasse                    | 0,92 m    |                            | |  |
| C.B. 18 |       | Biplan de transport       |           |                            | |  |
| C.B. 19 |       | Ailes basses              | 1,00 m    |                            | |  |
| C.B. 20 | 1939  | Début / cabine            | 0,90 m    | Plan clap 54 - petit musée | |  |
| C.B. 21 |       | Entraînement/tourisme     | 1 m       |                            | |  |
| C.B. 23 | 1940  | Début                     | 0,60 m    |                            | |  |
| C.B. 35 |       | Début, jumeau du Ceko 35. | 0,80 m    |                            | |  |
| C.B. 24 |       | Entraînement              | 0,85 m    |                            | Il existe en téléchargement un plan du Cb 24 sous la marque Air Loisirs (les instructions concernant ce plan de montage portent le logo de l'entreprise.} |  |

| Modèle        | Envergure |
| ------------- | --------- |
| Breguet 14    | 0,59 m    |
| Breguet 691   | 0,77 m    |
| Breguet T31   | 0,79 m    |
| Bretagne      | 0,54 m    |
| Buffalo       | 0,53 m    |
| Camberra      | 0,39 m    |
| Caravelle     | 0,59 m    |
| Caudron 450   | 0,34 m    |
| Caudron 860   | 0,78 m    |
| Caudron G4    | 0,67 m    |
| Constellation | 0,78 m    |
| Yak 3         | 0,50 m    |
| Stampe sv 4   | 0,42 m    |
| Swift f4      | 0,49 m    |
| Typhoon       | 0,63 m    |
| Vautour       | 0,60 m    |

| Modèle                      | Envergure |
| --------------------------- | --------- |
| Dewoitine D.520             | 0,78 m    |
| Caudron 860                 | 0,78 m    |
| Caudron 714                 | 0,75 m    |
| Bell P-39 Airacobra         | 0,70 m-   |
| Heinkel H 70                | 0,81 m    |
| Rearwin Speedster           | 0,78 m    |
| Caudron 860                 | 0,78 m    |
| Perceval Vega Gull          | 0,95 m    |
| Hawker Hurricane            | 0,79 m    |
| Curtiss p 40                | 0,74 m    |
| Robin Curtiss               | 0,45 m    |
| Supermarine Spitfire        | 0,50 m    |
| Lockheed P-38 Lightning     | 0,79 m    |
| Stampe & Vertongen SV-4     | 0,42 m    |
| de Havilland DH.98 Mosquito | 0,79 m    |
| Courlis                     | 0,48 m    |
| Republic P-47 Thunderbolt   | 0,62 m    |

| Modèle                            | Vol                           | Envergure | Cylindrée        |
| --------------------------------- | ----------------------------- | --------- | ---------------- |
| L'Aiglon                          | Vol libre                     | 0,75 m    | 0,3 cm3          |
| L'Alizé                           | Radio-commande                | 1,50 m    | 2,5 cm à 3,5 cm3 |
| Le Flipper                        | Radio-commande 6 cx           | 1,20 m    | 1,5 cm à 2,5 cm3 |
| Le Bengali                        | Vol libre                     | 0,75 m    | 0,3 cm3)         |
| Le Papillon (cb 30)               | Vol libre                     | 1,05 m    | 0,8 à 0,9 cm3    |
| Le Rouge Gorge                    | Vol libre                     | 1,14 m    | 0,8 à 0,9 cm3    |
| Le Canari                         | Vol libre                     | 0,95 m    | 0,8 à 0,9 cm3    |
| Le Jockey                         | Vol libre                     | 1,05 m    | 0,5 à 1,5 cm3    |
| Le Drag (cb 40)                   | vol libre                     | 1,50 m    | 2,5 cm3 3,5 cm3  |
| Le Lucane (anc. cb 50 cat. batir) | 1 er vol radiog. 1936 Chelles | 2,30 m    | 10 cm 3          |
| Bisou                             | Vol circulaire                | 0,86 m    | 1,0 à 2,5 cm3    |
| Supeppir                          | Vol circulaire                | 0,89 m    | 2,5 à 5,0 cm3    |
| Yankee                            | Vol circulaire                | 1,00 m    | 5,0 cm3          |
| Estoc                             | Vol circulaire                | 0,65 m    | 1,5 à 2,5 cm3    |

| Modèle                      | Propulsion | Photo |  |
| --------------------------- | ---------- | ----- |  |
| C.B. 50                     | Jetex 50   |       |  |
| Airacomet                   | Jetex 50   |       |  |
| Nord Aviation Gerfaut       | Jetex 50   |       |  |
| Dassault Mirage III         | Jetex 50   |       |  |
| Dassault Étendard IV        | Jetex 50   |       |  |
| Avro Vulcan                 | Jetex 50   |       |  |
| Vought F7U Cutlass          | Jetex 50   |       |  |
| Swift                       | Jetex 50   |       |  |
| Hawker Hunter               | Jetex 50   |       |  |
| Gloster Javelin             | Jetex 50   |       |  |
| Gloster Meteor              | Jetex 50   |       |  |
| de Havilland Vampire        | Jetex 50   |       |  |
| Lockheed P-80 Shooting Star | Jetex 50   |       |  |
| C.B. 100                    | Jetex 100  |       |  |

| Modèle     | Type    | Longueur |
| ---------- | ------- | -------- |
| Audax      | Vedette | 0,45 m   |
| Junior     | Vedette | 0,50 m   |
| Senior     | Vedette | 0,72 m   |
| Michèle    | Vedette | 0,96 m   |
| Azur       | Vedette | 0,52 m   |
| Audacieux  | Vedette | 0,52 m   |
| Le Courlis | Voilier | 0,57 m   |
| Star       | Voilier | 0,85 m   |

## Galerie

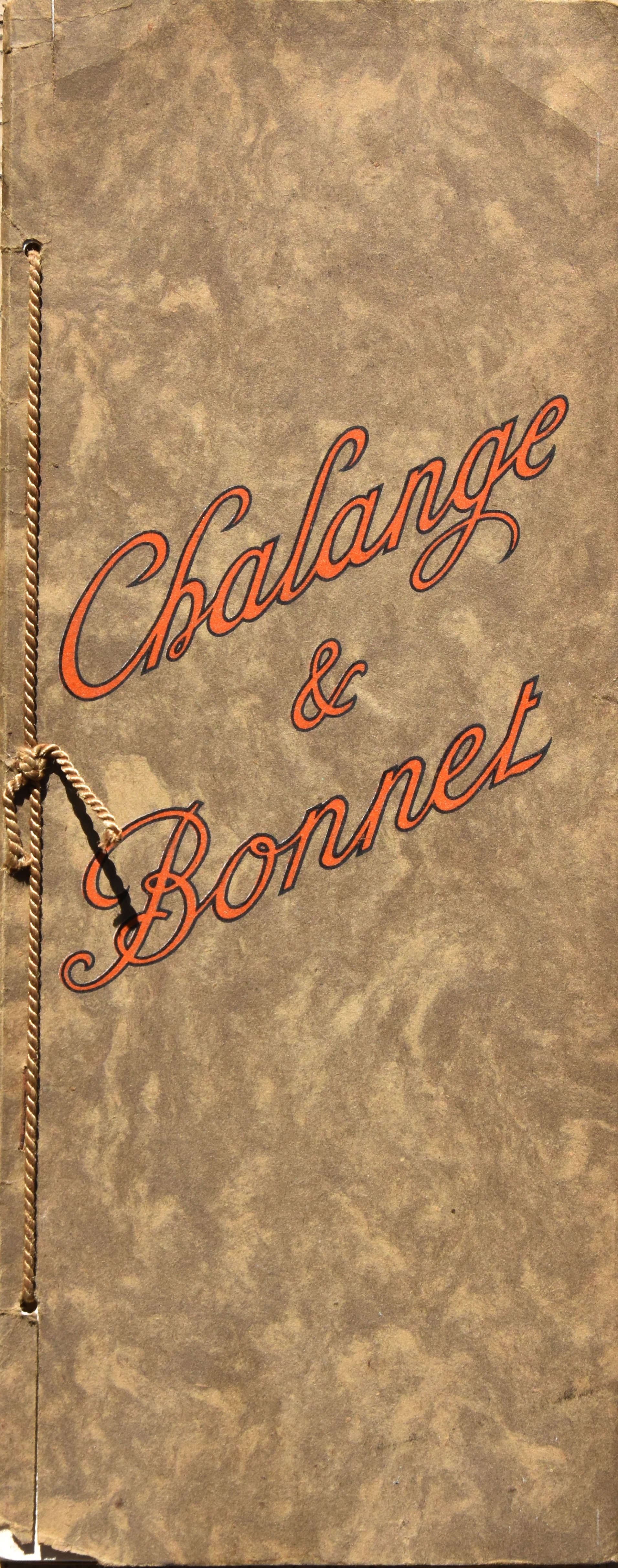
Catalogue de marqueterie
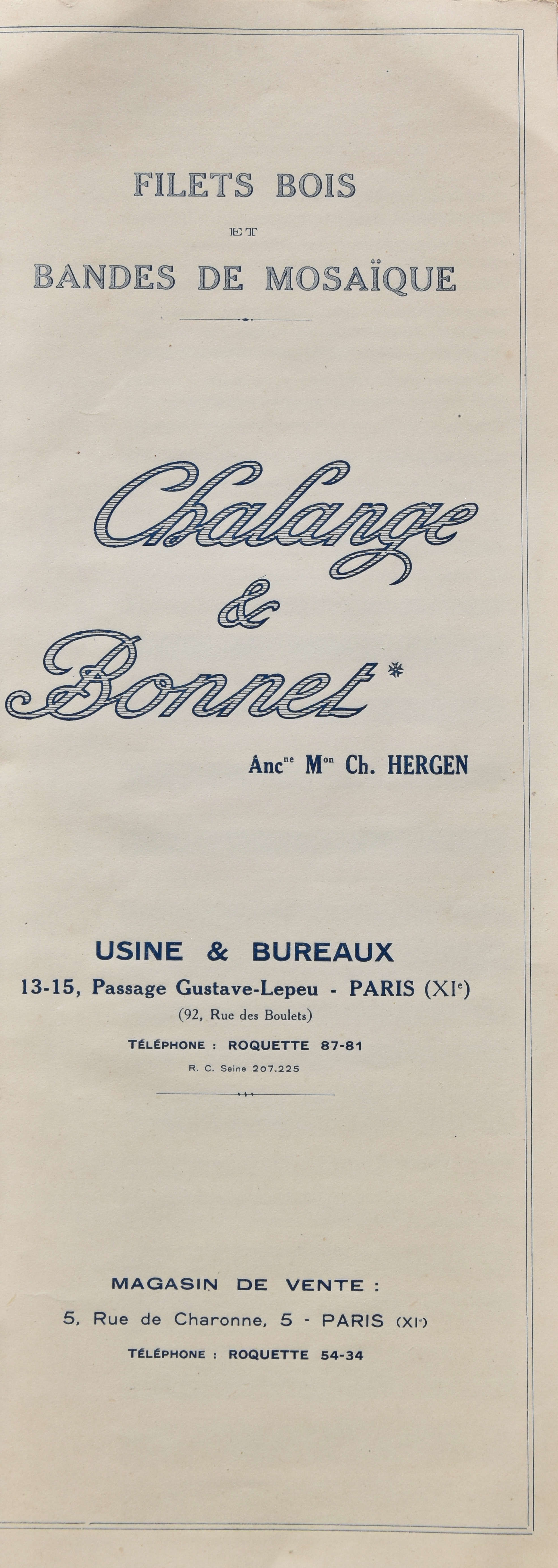
Catalogue de marqueterie
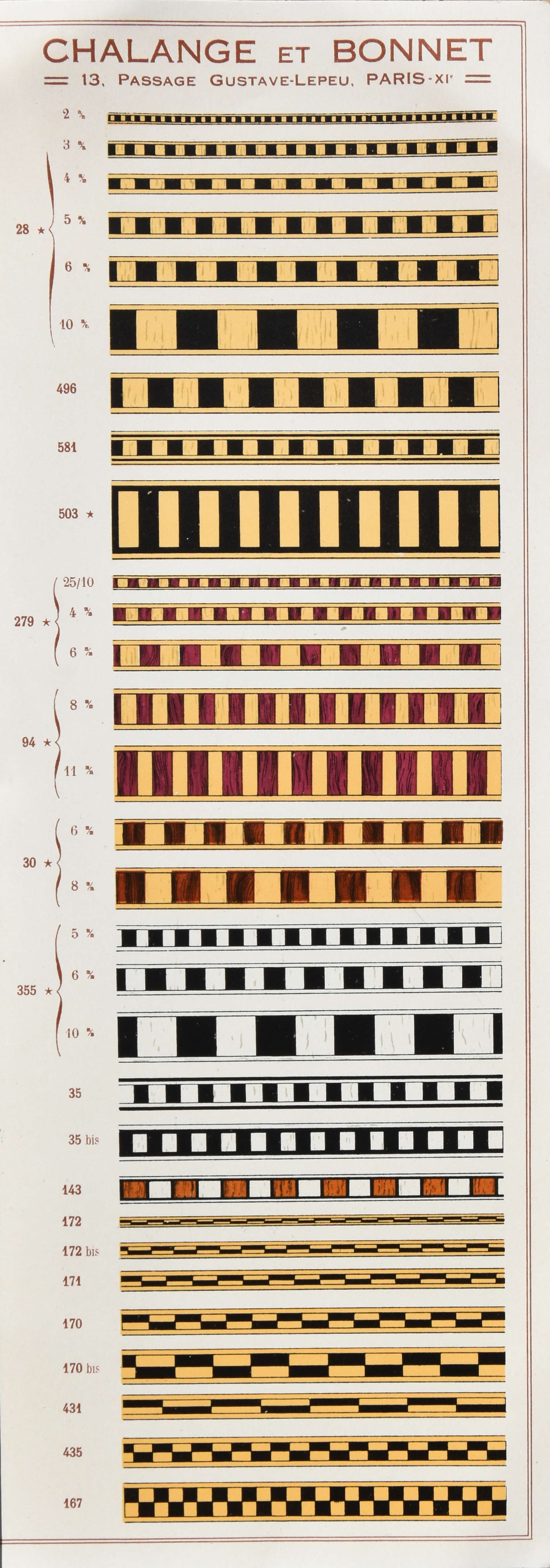
Catalogue de marqueterie
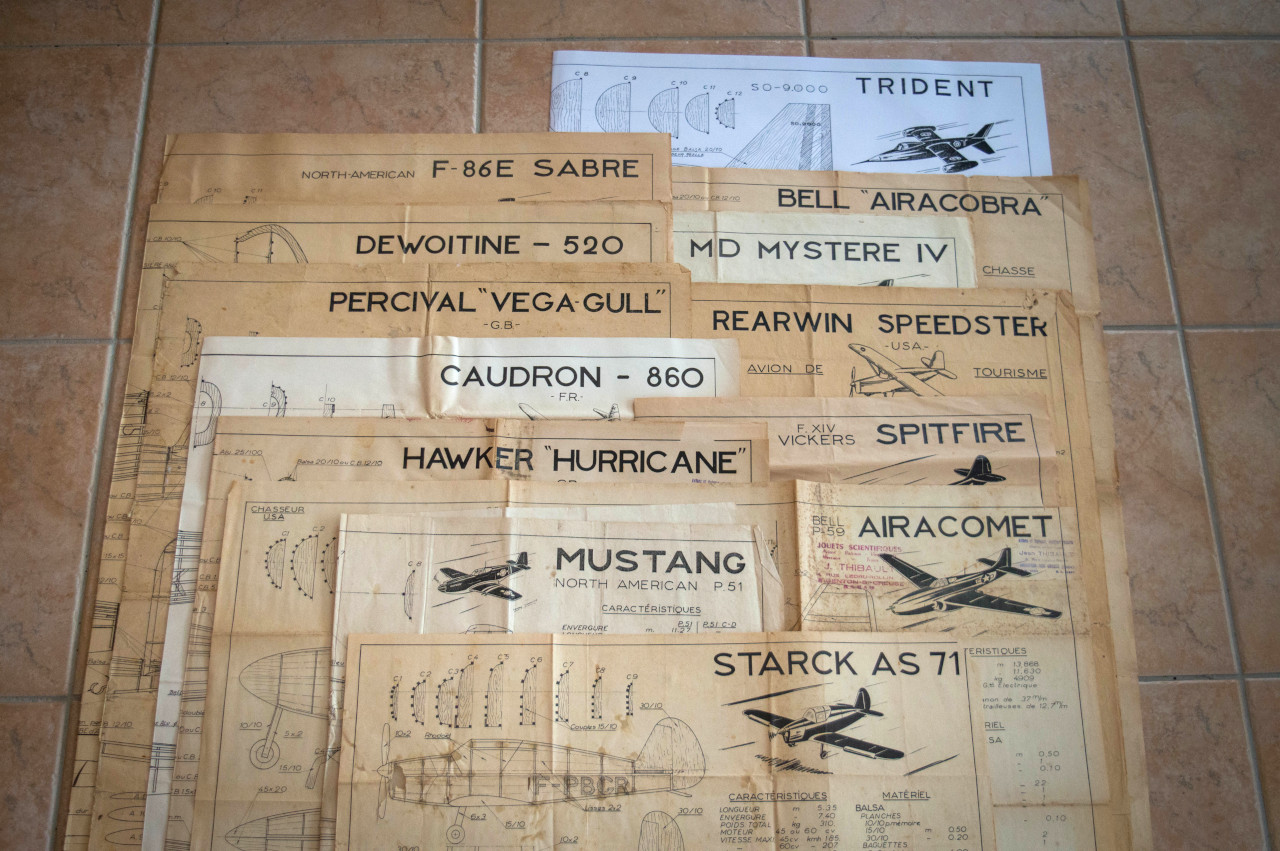
Collection plans CB d'époque
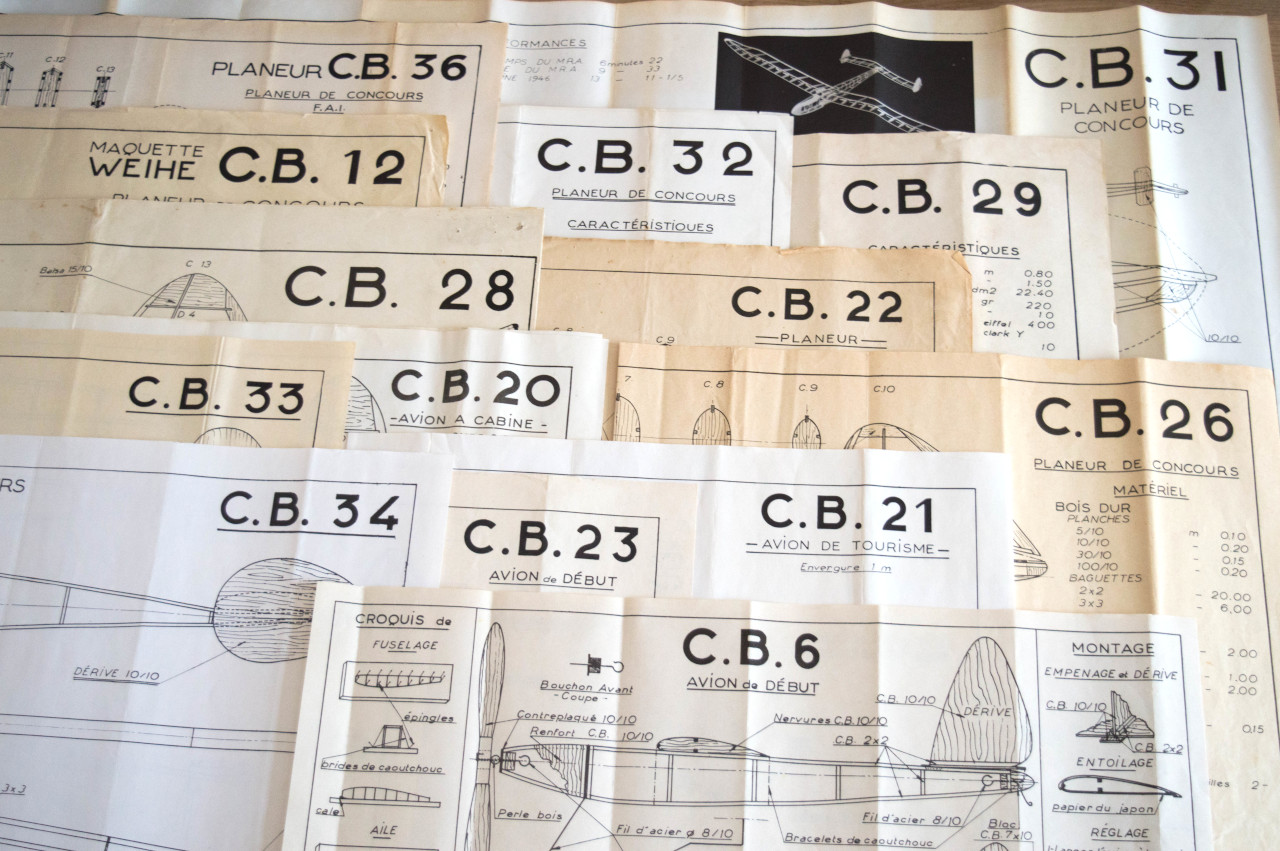
Collection CB plans d'époque
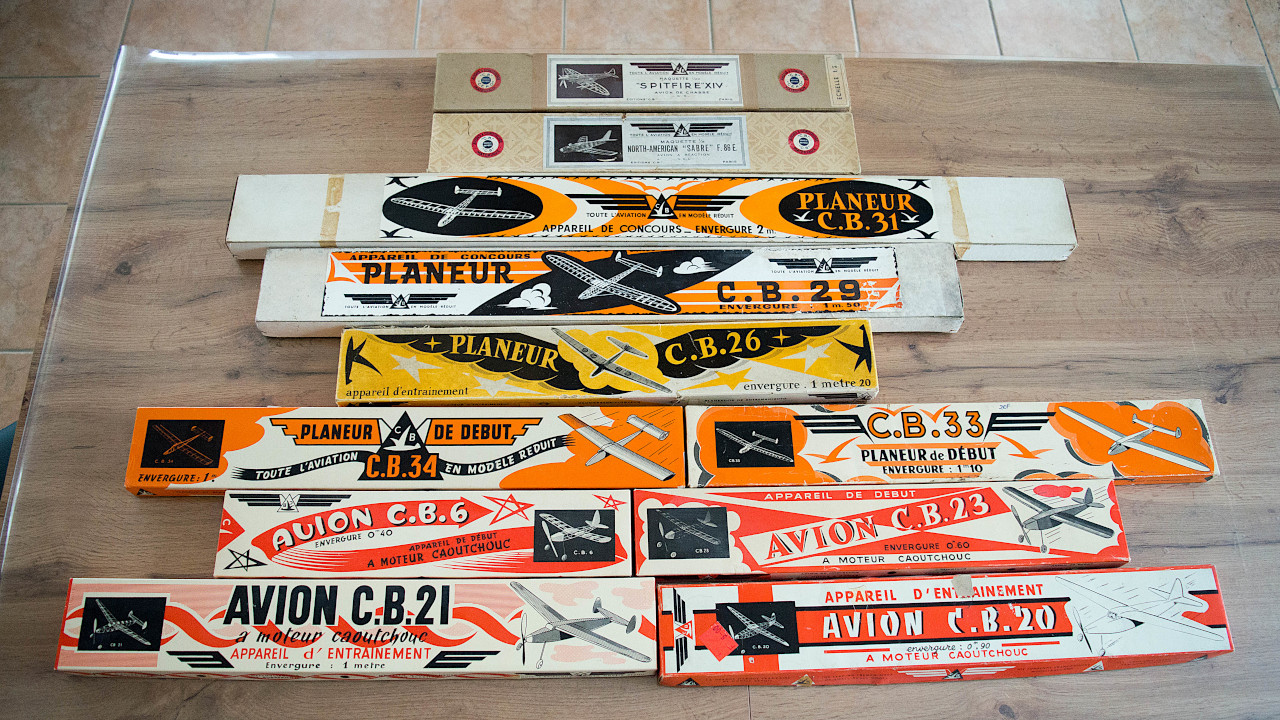
Collection boîtes CB
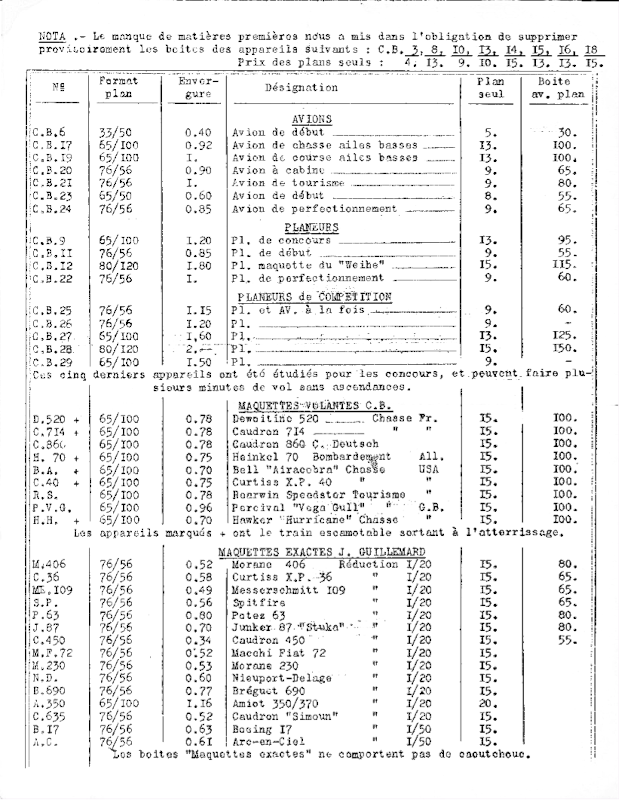
Cb extrait catalogue 1942
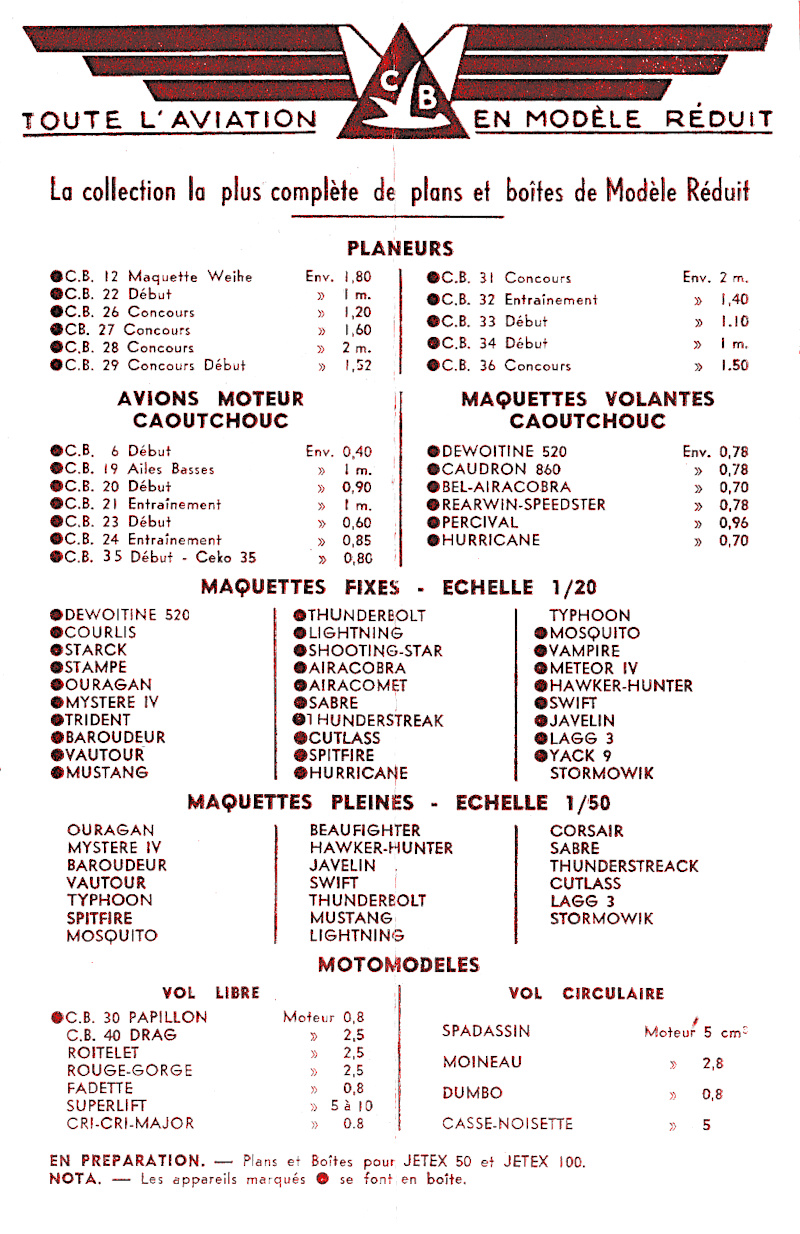
CB catalogue années 50
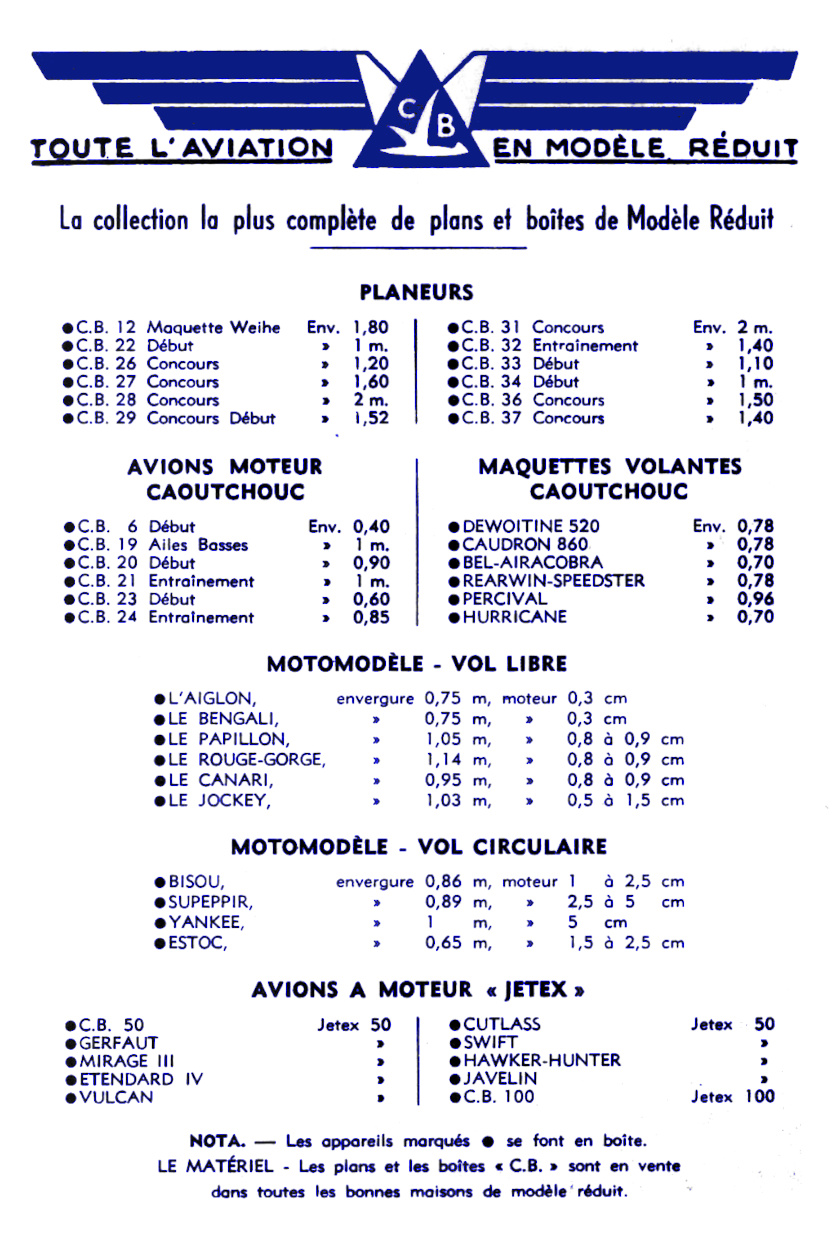
Catalogue Cb boîte années 60
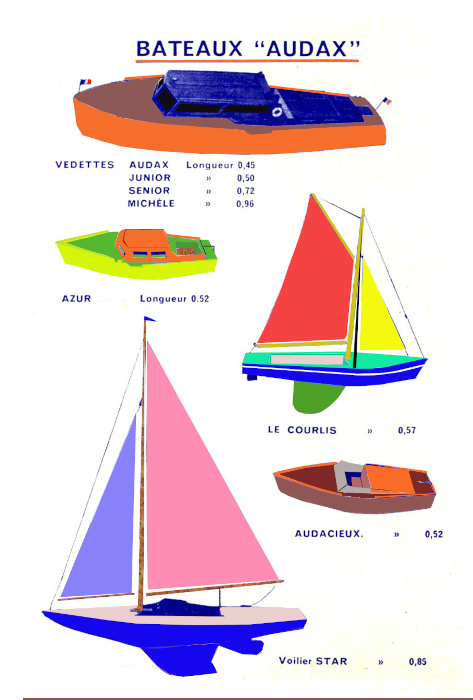
Reproduction de page catalogue